# American Fur Company

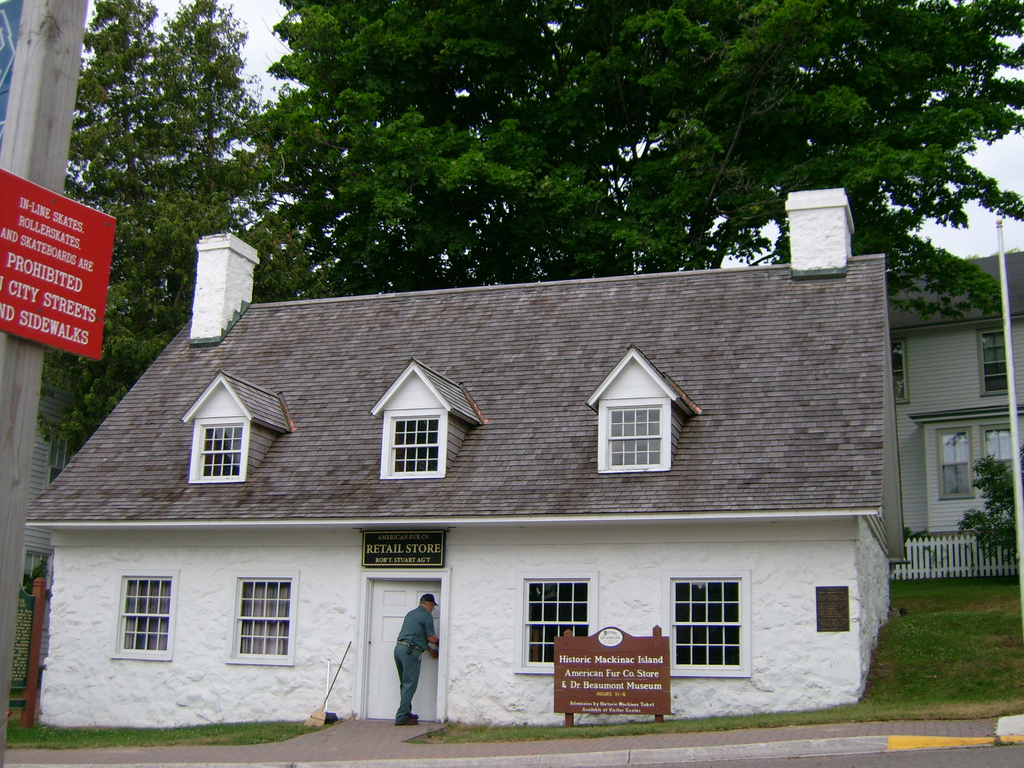
Edificio que durante un tiempo fue la oficina central de la American Fur Company, hoy convertido en museo.

La American Fur Company (en español Compañía Peletera Americana o Compañía de Pieles de América) fue una compañía estadounidense dedicada al comercio de pieles. Fue fundada en 1808 por John Jacob Astor y hacía 1830 ya monopolizaba el comercio de pieles y cuero en los Estados Unidos, convirtiéndose en una de las mayores empresas del país. La compañía fue una de los primeros grandes trusts en el mundo de los negocios estadounidenses. En 1834, cuando su fundador vendió la compañía ya era la organización comercial más grande de Estados Unidos. La compañía fue a la quiebra en 1842.
Las exploraciones que llevaron a cabo sus tramperos y comerciantes, ayudaron a expandir los límites del negocio peletero y jugaron un papel importante en el desarrollo y la expansión de los jóvenes Estados Unidos por parte del entonces desconocido Oeste y la costa del Pacífico.

## Historia

### Creación
La American Fur Company comenzó el 8 de abril de 1808, cuando Astor recibió un charter desde Nueva York. El plan original para la compañía era establecer un puesto comercial en la desembocadura del río Columbia y enviar un barco de suministro anual desde la ciudad de Nueva York hacia ese puesto, luego conseguir las pieles operando con base en el mismo y enviarlas a China, donde podrían ser intercambiadas por mercancías que se venderían de nuevo en Nueva York. Astor esperaba también comerciar con otros puestos a lo largo de la costa del noroeste del Pacífico, incluidos los puestos rusos de avanzada de la Compañía Ruso-americana. Desde el principio, Astor formó varias filiales de la American Fur Company para gestionar los negocios de la compañía en esas áreas.

### Filiales
La South West Company manejaba el comercio de pieles del Medio Oeste, mientras que la Pacific Fur Company operaría en el Territorio de Oregón. Las primeras operaciones de la compañía fueron realizadas a menudo en competencia con las grandes empresas británicas de comercio de pieles de Canadá: la Compañía de la Bahía de Hudson (Hudson's Bay Company, o HBC) y la Compañía del Noroeste (North West Company). Durante la Guerra de 1812 muchos de los puestos comerciales de American Fur Company quedaron en manos británicas (entre ellos los del noroeste del Pacífico, incluyendo Astoria, que fueron simplemente vendidos a la Compañía del Noroeste).
Durante un tiempo pareció que la compañía había sido destruida, pero después de la guerra, los Estados Unidos aprobaron una ley que excluía a los comerciantes extranjeros que operaban en territorio de los EE. UU. Esto liberó a la American Fur Company de su competencia con las empresas británicas y canadienses en los Estados Unidos, aunque siguió compitiendo ferozmente para establecer su monopolio en la región de los Grandes Lagos y el Medio Oeste. En la década de 1820 la compañía amplió su monopolio en las Grandes Llanuras y las Montañas Rocosas. Para lograr el control de la industria, la compañía compró o expulsó del negocio a muchos pequeños competidores. Hacia 1830, la compañía tenía casi el control total del comercio de pieles en los Estados Unidos aunque el periodo en que la compañía estuvo en lo más alto del mundo de los negocios de los Estados Unidos fue de corta duración. Sintiendo la caída final de la popularidad de las pieles en la moda, John Jacob Astor se retiró de la compañía en 1834. La compañía se desdobló y la Pacific Fur Company se convirtió en una compañía independiente. El equipo del Medio Oeste se siguió llamando American Fur Company y quedó bajo la dirección de Ramsay Crooks. Para reducir los gastos, la compañía comenzó a cerrar muchos de sus puestos comerciales.

### Declive
A lo largo de la década de 1830, la competencia comenzó a resurgir. Al mismo tiempo, la disponibilidad de pieles en el Medio Oeste se redujo. La Compañía de la Bahía de Hudson, desde su sede en la Columbia Británica en Fort Vancouver, comenzó un esfuerzo por destruir a las empresas peleteras estadounidenses durante los años finales de la década de 1830. Al disminuir las pieles en la región del río Snake, y con la subvaloración de la American Fur Company en la reunión anual de los rendezvous de las Montañas Rocosas, la HBC realmente destruyó los esfuerzos estadounidenses por mantenerse en el comercio de pieles en las Montañas Rocosas. En la década de 1840, la seda sustituyó a los sombreros de piel como ropa de moda en Europa. La American Fur Companyfue incapaz de hacer frente a todos esos factores y, a pesar de los esfuerzos por aumentar los beneficios mediante la diversificación en otros sectores, como la minería del plomo, quebró. Los activos de la compañía se dividieron en varias operaciones más pequeñas, la mayoría de las cuales fracasaron en la década de 1850.

### Impacto
Durante su apogeo, la American Fur Company fue una de las mayores empresas de los Estados Unidos y mantuvo un monopolio total del comercio de pieles en el país. La compañía proporcionó el dinero para las inversiones en tierras que catapultaron a John Jacob Astor a la posición de hombre más rico del mundo y del primer multimillonario en los Estados Unidos. Astor sigue siendo hoy día la decimoctava persona más rica de todos los tiempos, y la octava en crear su fortuna en Estados Unidos, aunque en realidad era de Alemania. Parte de la fortuna de Astor fue empleada en fundar la Biblioteca Astor en Nueva York. Más tarde se fusionó con la Lenox Library para formar la Biblioteca Pública de Nueva York.
En la frontera, la American Fur Company abrió el camino para los asentamientos y el desarrollo económico de la región central y occidental de los Estados Unidos. Los hombres de las montañas que trabajaron para la compañía tallaron los caminos que llevaron a los colonos en el Oeste. Muchas ciudades en el Medio Oeste y el Oeste, como Astoria, Oregon, crecieron alrededor de los puestos comerciales de la American Fur Company, que jugó un papel importante en el desarrollo y la expansión de los jóvenes Estados Unidos.